# Natalie Press
Natalie Press (Londres, Inglaterra, 15 de agosto de 1980) es una actriz inglesa, reconocida por su laureada interpretación en la película de 2004 My Summer of Love y por su participación en varias producciones cinematográficas independientes como Wasp (2003), cortometraje ganador de un premio Oscar. En 2008, su actuación en Fifty Dead Men Walking le valió una nominación al premio Independent Spirit en la categoría a mejor actriz de reparto. En 2010 fue nominada a un premio BAFTA por su trabajo en la miniserie Five Daughters.

## Filmografía

### Cine
| Año  | Título                 | Rol              | Notas |
| ---- | ---------------------- | ---------------- | ----- |
| 2003 | The Gathering          | Van Pusher       |       |
| 2003 | Spiritual Rampage      |                  | Corto |
| 2003 | Wasp                   | Zoë              | Corto |
| 2004 | Mercy                  | Alison           | Corto |
| 2004 | My Summer of Love      | Mona             |       |
| 2005 | Chromophobia           | Fiona            |       |
| 2005 | Animal                 | Mujer embarazada |       |
| 2005 | Song of Songs          | Ruth Cohen       |       |
| 2005 | The Undertaker         | Joven            | Corto |
| 2006 | Ex Memoria             | Eva Lipschitz    | Corto |
| 2006 | Red Road               | April            |       |
| 2007 | Inseparable            | Jean             | Corto |
| 2007 | Nightwatching          | Marieke          |       |
| 2007 | Son                    | Mother           | Corto |
| 2008 | In Transit             | Zina             |       |
| 2008 | Cass                   | Elaine           |       |
| 2008 | The End                | Sarah            | Corto |
| 2008 | Fifty Dead Men Walking | Lara             |       |
| 2009 | Knife Edge             | Emma             |       |
| 2010 | The Pit                | Rosie            | Corto |
| 2010 | Just Before Dawn       | Chloe            | Corto |
| 2010 | Donkeys                | April Hayley     |       |
| 2011 | Island                 | Nikki Black      |       |
| 2012 | Ill Manors             | Katya            |       |
| 2012 | Where I Belong         | Rosemarie        |       |
| 2015 | Suffragette            | Emily Davison    |       |

### Televisión
| Año  | Título                     | Rol              | Notas                                                                 |
| ---- | -------------------------- | ---------------- | --------------------------------------------------------------------- |
| 2001 | Holby City                 | Claire Bradley   | Episodio: "Mother Knows Best"                                         |
| 2002 | Is Harry on the Boat?      | Piggy            | Episodio: "1.2"                                                       |
| 2003 | Peter in Paradise          | Maria            | Telefilme                                                             |
| 2004 | Silent Witness             | Nicola Butler    | Episodio: "Death by Water: Part 1" Episodio: "Death by Water: Part 2" |
| 2004 | Outlaws                    | Laura            | Episodio: "Sins of the Father"                                        |
| 2004 | Lie with Me                | Sheena Cast      | Telefilme                                                             |
| 2005 | Mr. Harvey Lights a Candle | Helen Taylor     | Telefilme                                                             |
| 2005 | Bleak House                | Caddy Turveydrop | Miniserie                                                             |
| 2007 | Damage                     | Emma Cahill      | Telefilme                                                             |
| 2010 | Five Daughters             | Paula Clennell   | Miniserie                                                             |
| 2011 | The Jury II                | Lucy Cartwright  | 5 episodios                                                           |